# سوفی تراوب
سوفی تراوب (به انگلیسی: Sophie Traub) (زاده ۱۹۸۹) بازیگر کانادایی است. از فیلم‌های معروف او می‌توان به بازی در فیلم لطافت اشاره کرد.